# Izbori za Carevinsko vijeće 1897.
Izbori za Carevinsko vijeće održali su se 1897. godine. Mandat im je potrajao do 1900. godine.

## Kraljevina Dalmacija
Kraljevina Dalmacija dala je 11 zastupnika:
- Narodna hrvatska stranka: 6 zastupnika
- Stranka prava: 3 zastupnika, dr. Ante Trumbić (izborništvo Zadar-Pag-Rab-Biograd-Benkovac), prof. Josip Virgil Perić (izborništvo Imotski-Neretva-Makarska) i don Juraj Biankini (izborništvo Korčula-Pelješac-Dubrovnik-Cavtat)[2]
- Srpska stranka: 2 zastupnika